# Tramvajová doprava v Salavatu

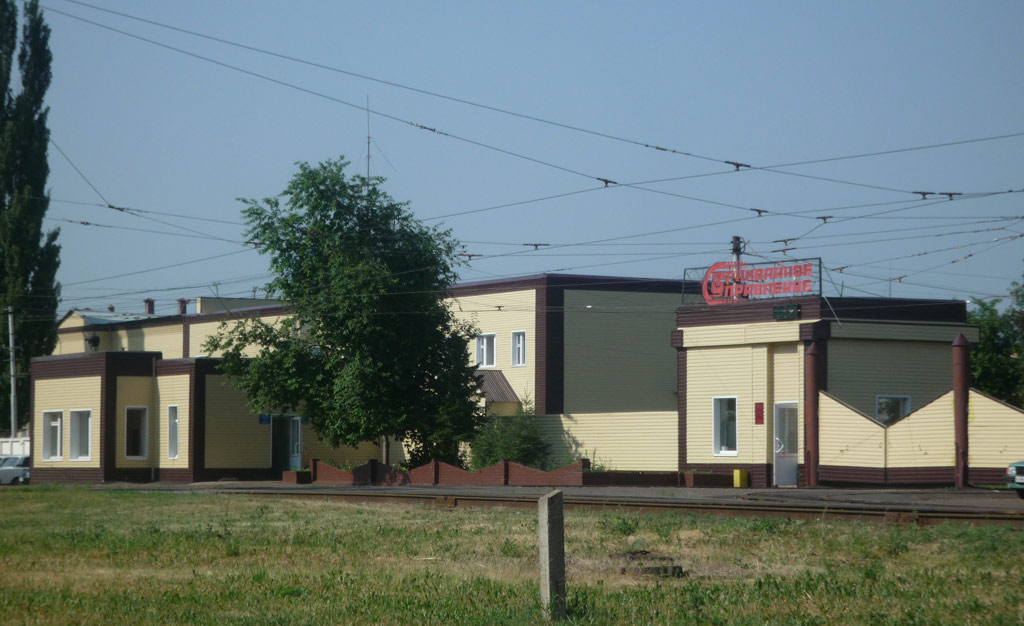
Tramvajová vozovna v Salavatu

tramvaj KTM-19 v Salavatu

Salavat, město v ruském Baškortostánu, obsluhuje tramvajová síť.
Jedná se o jednu z nejmenších tramvajových sítí v zemi, tvoří ji jediná trať rychlodrážního typu vedená městem severojižním směrem. Na ní však existuje hned několik linek. Spojují místní velké sídliště s několika závody, mezi něž patří Salavatněftěorgsintez (Салаватнефтеоргсинтез), Salavatstěklo (Салаватстекло), či mnohé další. Na nejvíce vytíženém úseku mezi továrnami Salavatstěklo a Zavodoupravelenije SNOS interval neklesá ani o víkendech pod 10-15 minut, naopak severní část tratě je mnohdy nevytížená. V současné době existují plány na rozvoj sítě, nové tratě by obsloužily místní traktorový závod a metalurgický kombinát.